# Châtillon-Coligny
Châtillon-Coligny je francouzská obec ležící uprostřed departementu Loiret, náležící k arrondissementu Montargis a kantonu Châtillon-Coligny.

## Jméno
Současný název obce pochází z roku 1896. Předchozí jméno, Châtillon-sur-Loing, obec nesla minimálně od poloviny 16. století. Châtillon-Coligny pak pochází od rodového jména pánů Coligny.

## Geografie
Sousední obce: Pressigny-les-Pins, La Chapelle-sur-Aveyron, Saint Maurice-sur-Aveyron, Montouy, Saint Maurice-sur-Aveyron, Saint Genevieve des Bois a Dammarie sur Loing.
Châtillon-Coligny již 400 let křižuje přes řeku Loing nejdelší kanál ve Francii, Canal de Briare.

## Historie
18. srpna 1643 panství Châtillon-sur-Loing pro Gasparda III. de Coligny povýšeno na vévodství.

## Památky
- kostel Saint-Pierre-et-Saint-Paul z 15. až 18. století
- dům Grenier à Sel ze 16. století
- zbytky opevnění

## Demografie
Počet obyvatel

## Partnerské město
- Buurmalsen